# Мазурін Олексій Олексійович
Олексі́й Олексі́йович Мазу́рін (рос. Алексей Алексеевич Мазурин; 1772 — 29 червня (11 липня за новим стилем) 1834) — засновник однієї з найзначніших московських купецьких династій XIX століття. Потомствений почесний громадянин, купець першої гільдії, московський міський голова у 1828—1831 роках.

## Біографія
Олексій Мазурін походив із серпуховських купців. 1795 року його записали в московське купецтво. 23-річний Олексій прибув із Серпухова до Москви разом із трьома братами — 27-річним Дмитром, 19-річним Семеном і 15-річним Іваном.
Олексій Мазурін був купцем першої гільдії, потомственим почесним громадянином, ратманом московського магістрату у 1807—1809 роках, засідателем совісного суду (1821), членом облікової контори (1816—1818).
Олексій Мазурін у 1810-х роках володів паперовоткацькою фабрикою в Москві, торгував «пряденим англійським папером».
1818 року балотувався на посаду директора Московської контори Державного комерційного банку .

### Діяльність на посаді міського голови
7 грудня 1827 року Мазуріна обрали московським міським головою, а 12 грудня 1828 року затвердили на цій посаді. Під час його головування 1828 року введено нові штати Будинку московського міського товариства. Мазурін порушив питання про відновлення повноважень Загальної думи як безпосереднього керівника дій її виконавчого органу — Шестигласної думи. Про ньому 1830 року закінчено відновлення Гостинного двору.
1828 року міський голова Мазурін на зборах Товариства власників, що мали крамниці та комори в Гостинному дворі, висловився так :
| Незаперечно, що в Москві зосереджено всю російську торгівлю, що Москва для нашої імперії є крамницею як вітчизняних, так і всіх чужоземних виробів; що від її гуртових торговців переважно залежить підвищення і пониження цін на всі взагалі товари в Росії і що її вплив на комерцію відчутний навіть і в багатьох чужоземних державах. |
У червні 1829 року в записці економові Московського комерційного училища Олексій Мазурін як міський голова зазначав, що «необхідно увійти в усі подробиці внутрішнього по будинку училища розпорядження, так само і економії, намагатися всіляко дбати про введення суворої економії, яку можливо було би досягти, щоб призначувана на утримання училища сума в 15 тисяч рублів була достатньою, бо це є бажання всього Купецького товариства». У листопаді того ж року Мазурін у записці почесному опікунові училища князеві Сергієві Голіцину висловив побажання купецтва про перегляд деяких пунктів плану 1804 року, оскільки «справжнє виховання і навчання юнацтва не відповідає меті товариства, за бажанням якого це училище засновано й утримується коштом товариства». Однак ці побажання не тільки не були враховані урядом, а навпаки, наступні розпорядження ще більше обмежили права Купецького товариства в керівництві комерційним училищем.

### Сім'я

Ганна Мазуріна, 1839 рік

Мазурін володів будинками в М'ясницькій і Яузській частинах Москви. Був одружений з Ганною Федорівною (1783 або 1784 — 1843) — незаконнонародженою донькою графа Шереметьєва . Їхня донька Олександра була дружиною історика-архівіста Михайла Оболенського. Мали Мазуріни ще одну доньку та шість синів. Найвідоміші з них — Сергій, Федір і Василь.
Згідно з даними ревізії московського купецтва, проведеної 1834 року, станом на 3(15) квітня цього року склад сім'ї Мазуріних був таким :
- Голова сім'ї — спадковий почесний громадянин, купець першої гільдії Олексій Олексійович Мазурнін — 61 рік;
- Його дружина — Ганна Федорівна — 52 роки;
- Їхні діти:
  - Син Микола — 34 роки;
    - Його дружина — Марія Олександрівна — 24 роки;
    - Їхні сини: Олександр — 3 роки, Олексій — 9 місяців;
    - Їхні доньки: Ганна — 4 роки, Анастасія — 2 роки;

  - Син Федір — 32 роки;
    - Його дружина — Олександра Василівна — 21 рік;
    - Їхні сини: Василь — 3 роки, Микола — 1 рік;

  - Син Сергій — 29 років;
    - Його дружина — Єлизавета Володимирівна — 20 років;
    - Їхній син Володимир — 8 місяців;

  - Син Василь — 27 років;
  - Син Павло — 19 років;
  - Син Петро — 12 років;
  - Донька Олександра — 15 років;
  - Донька Ганна — 9 років.

### На портретах Тропініна
Портрети Олексія Мазуріна та його дружини Ганни намалював Василь Тропінін. Обидва портрети зберігаються в Томському обласному художньому музеї. У Томськ вони надійшли 1929 року з Третьяковської галереї .
Порівнюючи портрет Мазуріної з портретом графині Зубової, мистецтвознавець Олена Петінова зазначила :
| Купчиха Мазуріна доброзичливіша. Портрет її, суворіший у колористичному плані, також належить до пластично-лінеарному напрямку. Він побудований на основі вже знайомого принципу зіставлення затіненої масивної фігури і яскраво освітленого, скульптурно промодельованого обличчя. Тропінін знайшов тут додатковий ефект, виразно зіставивши монолітну фігуру Мазуріної, що поглинає світло, та дрібно вишите прозоре мереживо коміра, рюшів її багатого очіпка. |
Щодо портретів Олексія Мазуріна та сучасних йому купців, то Олена Петінова зауважила, що в Тропініна «такі роботи вже втратили генеалогічний зв'язок із так званим купецьким портретом і досить різноманітні за типом зображення» .

### Ваганьковське кладовище
Олексія Мазуріна, що помер 29 червня (11 липня за новим стилем) 1834 року на 63-му році життя, поховали в Москві на Ваганьковському кладовищі. Не минуло й року, як 22 квітня (2 травня) 1835 року на 37-му році життя помер його син Микола, якого поховали біля батька .
Після смерті чоловіка та сина Ганна Федорівна посприяла тому, що 1839 року на Ваганьковському кладовищі було зведено низку нових будівель (архітектор — Олександр Елькінський). 10 липня 1839 року в кам'яному будинку, розташованому з лівого боку від воріт кладовища, було відкрито богадільню для 24 жінок старшого віку. На її утримання Ганна Мазуріна внесла капітал у 30 тисяч рублів .
Померла Ганна Федорівна 19(31) жовтня 1843 року на 60-му році життя. Її поховали на Ваганьковському кладовищі біля чоловіка .
Згодом біля Олексія Олексійовича та його дружини поховали обох доньох Мазуріних — найсвітлішу княгиню Ганну Олексіївну Грузинську, що померла 10(22) серпня 1866 року , та княгиню Олександру Олексіївну Оболенську, що померла 16(28) вересня 1885 року .